# Terremoto de Sanhe-Pinggu de 1679
El terremoto de Sanhe-Pinggu de 1679 fue un gran terremoto que sacudió la región de Zhili en China, durante la dinastía Qing, en la mañana del 2 de septiembre de 1679. Es el evento de ruptura de superficie más grande registrado que haya ocurrido en la llanura del norte de China. El epicentro se ubicó aproximadamente a 50 km al este del Palacio Imperial de Beijing.

## Terremoto
El terremoto ocurrió en algún momento entre las 09:00 y las 11:00 del sábado 2 de septiembre de 1679 y tuvo su epicentro en Sanhe, la actual provincia de Hebei. Tuvo una magnitud estimada de 8,0 y se rompió a lo largo de la mayor parte de la falla de Xiadian. El terremoto de deslizamiento se localizó a una profundidad de 19 km y fue el terremoto más grande conocido que haya ocurrido en la llanura del norte de China.

## Impacto
El terremoto de 1679 fue más devastador para las ciudades de Sanhe y Pinggu, al este de Beijing. En estas dos ciudades, se estima que la intensidad llegó a X, mientras que en Beijing la intensidad llegó a VIII. Sanhe quedó prácticamente destruida, mientras que en Pinggu solo sobrevivieron entre el 30 y el 40 % de los hogares. Muchos edificios y estructuras en Beijing también resultaron dañados o destruidos. La Pagoda Blanca de la dinastía Qing en el Parque Beihai y la Puerta Desheng fueron destruidas. El emperador Kangxi sobrevivió al terremoto, pero muchos funcionarios y ciudadanos de Beijing murieron. Si bien se desconoce el número total de muertes, se estima que el terremoto mató a más de 45.000 personas.
El terremoto se sintió hacia el oeste hasta la provincia de Gansu y hacia el noreste hasta la provincia de Liaoning.

## Amenaza futura
Si bien la falla de Xiadian todavía está activa y representa una amenaza potencial para la región del Gran Beijing, se prevé que los terremotos de esta magnitud ocurran solo cada 6500 años a lo largo de la falla de movimiento lento. Sin embargo, existen otras fallas similares en la región de Beijing y no se comprenden adecuadamente. En promedio, se prevé que ocurra un gran terremoto en la llanura del norte de China cada 300 años, más recientemente con el terremoto de Tangshan de 1976. Un estudio de 2007 realizado por Risk Management Solutions descubrió que un terremoto de tamaño similar al evento de Sanhe-Pinggu de 1679 podría tener efectos devastadores y provocar la muerte de entre 35.000 y 75.000 personas. Además, los impactos económicos en ese momento se estimaron en 445 mil millones de RMB.